# Lilla Hällevisjön
Lilla Hällevisjön är en sjö i Askersunds kommun i Närke och ingår i Motala ströms huvudavrinningsområde.